# Badminton na Letnich Igrzyskach Olimpijskich 2016 – gra podwójna kobiet
Gra podwójna kobiet w badmintonie na Letnich Igrzyskach Olimpijskich 2016 została rozegrana w dniach 11−18 sierpnia na Riocentro – Pawilon 4.

## Rozstawieni zawodnicy
1. Misaki Matsutomo / Ayaka Takahashi
2. Tang Yuanting / Yu Yang
3. Nitya Krishinda Maheswari / Greysia Polii
4. Jung Kyung-eun / Shin Seung-chan

## Wyniki

### Faza grupowa

#### Grupa A
| Zawodniczki                                   | Mecz | W | P | S+ | S- | Pkt. |
| --------------------------------------------- | ---- | - | - | -- | -- | ---- |
| Misaki Matsutomo / Ayaka Takahashi            | 3    | 3 | 0 | 6  | 0  | 3    |
| Eefje Muskens / Selena Piek                   | 3    | 2 | 1 | 4  | 3  | 2    |
| Puttita Supajirakul / Sapsiree Taerattanachai | 3    | 1 | 2 | 2  | 4  | 1    |
| Jwala Gutta / Ashwini Ponnappa                | 3    | 0 | 3 | 1  | 6  | 0    |

| Data        | Zawodniczki 1                | Wynik           | Zawodniczki 2                |
| ----------- | ---------------------------- | --------------- | ---------------------------- |
| 11 sierpnia | Matsutomo / Takahashi        | 21–15 21–10     | Gutta / Ponnappa             |
| 11 sierpnia | Muskens / Piek               | 21–13 22–20     | Supajirakul / Taerattanachai |
| 12 sierpnia | Matsutomo / Takahashi        | 21–15 21–15     | Supajirakul / Taerattanachai |
| 12 sierpnia | Muskens / Piek               | 21–16 16–21 –17 | Gutta / Ponnappa             |
| 13 sierpnia | Matsutomo / Takahashi        | 21–9 21–11      | Muskens / Piek               |
| 13 sierpnia | Supajirakul / Taerattanachai | 21–17 21–15     | Gutta / Ponnappa             |

#### Grupa B
| Zawodniczki                               | Mecz | W | P | S+ | S- | Pkt. |
| ----------------------------------------- | ---- | - | - | -- | -- | ---- |
| Jung Kyung-eun / Shin Seung-chan          | 3    | 2 | 1 | 4  | 2  | 2    |
| Christinna Pedersen / Kamilla Rytter Juhl | 3    | 2 | 1 | 4  | 2  | 2    |
| Luo Ying / Luo Yu                         | 3    | 2 | 1 | 4  | 2  | 2    |
| Eva Lee / Paula Lynn Obanana              | 3    | 0 | 3 | 0  | 6  | 0    |

| Data        | Zawodniczki 1          | Wynik       | Zawodniczki 2          |
| ----------- | ---------------------- | ----------- | ---------------------- |
| 11 sierpnia | Pedersen / Rytter Juhl | 11–21 18–21 | Luo / Luo              |
| 11 sierpnia | Jung / Shin            | 21–14 21–12 | Lee / Obanana          |
| 12 sierpnia | Pedersen / Rytter Juhl | 21–9 21–6   | Lee / Obanana          |
| 12 sierpnia | Jung / Shin            | 21–10 21–14 | Luo / Luo              |
| 13 sierpnia | Jung / Shin            | 16–21 18–21 | Pedersen / Rytter Juhl |
| 13 sierpnia | Luo / Luo              | 21–14 21–15 | Lee / Obanana          |

#### Grupa C
| Zawodniczki                               | Mecz | W | P | S+ | S- | Pkt. |
| ----------------------------------------- | ---- | - | - | -- | -- | ---- |
| Nitya Krishinda Maheswari / Greysia Polii | 3    | 3 | 0 | 6  | 0  | 3    |
| Vivian Hoo Kah Mun / Woon Khe Wei         | 3    | 2 | 1 | 4  | 2  | 2    |
| Heather Olver / Lauren Smith              | 3    | 1 | 2 | 2  | 5  | 1    |
| Poon Lok Yan / Tse Ying Suet              | 3    | 0 | 3 | 1  | 6  | 0    |

| Data        | Zawodniczki 1     | Wynik           | Zawodniczki 2     |
| ----------- | ----------------- | --------------- | ----------------- |
| 11 sierpnia | Maheswari / Polii | 21–9 21–11      | Poon / Tse        |
| 11 sierpnia | Vivian Hoo / Woon | 21–17 24–22     | Olver / Smith     |
| 12 sierpnia | Vivian Hoo / Woon | 21–15 21–13     | Poon / Tse        |
| 12 sierpnia | Maheswari / Polii | 21–10 21–13     | Olver / Smith     |
| 13 sierpnia | Maheswari / Polii | 21–19 21–19     | Vivian Hoo / Woon |
| 13 sierpnia | Olver / Smith     | 21–17 18–21 –16 | Poon / Tse        |

#### Grupa D
| Zawodniczki                       | Mecz | W | P | S+ | S- | Pkt. |
| --------------------------------- | ---- | - | - | -- | -- | ---- |
| Chang Ye-na / Lee So-hee          | 3    | 3 | 0 | 6  | 2  | 3    |
| Tang Yuanting / Yu Yang           | 3    | 2 | 1 | 5  | 2  | 2    |
| Gabrieła Stoewa / Stefani Stoewa  | 3    | 1 | 2 | 2  | 4  | 1    |
| Johanna Goliszewski / Carla Nelte | 3    | 0 | 3 | 1  | 6  | 0    |

| Data        | Zawodniczki 1   | Wynik           | Zawodniczki 2       |
| ----------- | --------------- | --------------- | ------------------- |
| 11 sierpnia | Chang / Lee     | 24–22 21–15     | Stoewa / Stoewa     |
| 11 sierpnia | Tang / Yu       | 21–10 21–11     | Goliszewski / Nelte |
| 12 sierpnia | Chang / Lee     | 21–18 18–21 –17 | Goliszewski / Nelte |
| 12 sierpnia | Tang / Yu       | 21–14 21–11     | Stoewa / Stoewa     |
| 13 sierpnia | Tang / Yu       | 18–21 –14 11–21 | Chang / Lee         |
| 13 sierpnia | Stoewa / Stoewa | 21–14 21–19     | Goliszewski / Nelte |

### Faza finałowa
|  |              |                                         |              |                                         |              |    |    |                                  |           |           |                                |                   |                   |                   |                   |                   |       |       |       |
|  | Ćwierćfinały | Ćwierćfinały                            | Ćwierćfinały | Ćwierćfinały                            | Ćwierćfinały |    |    | Półfinały                        | Półfinały | Półfinały | Półfinały                      | Półfinały         |                   |                   | Finał             | Finał             | Finał | Finał | Finał |
|  | Ćwierćfinały | Ćwierćfinały                            | Ćwierćfinały | Ćwierćfinały                            | Ćwierćfinały |    |    | Półfinały                        | Półfinały | Półfinały | Półfinały                      | Półfinały         |                   |                   | Finał             | Finał             | Finał | Finał | Finał |
|  |              |                                         |              |                                         |              |    |    |                                  |           |           |                                |                   |                   |                   |                   |                   |       |       |       |
|  |              |                                         |              |                                         |              |    |    |                                  |           |           |                                |                   |                   |                   |                   |                   |       |       |       |
|  | 1            | Misaki Matsutomo Ayaka Takahashi        | 21           | 18                                      | 21           |    |    |                                  |           |           |                                |                   |                   |                   |                   |                   |       |       |       |
|  | 1            | Misaki Matsutomo Ayaka Takahashi        | 21           | 18                                      | 21           |    |    |                                  |           |           |                                |                   |                   |                   |                   |                   |       |       |       |
|  |              | Vivian Hoo Kah Mun Woon Khe Wei         | 16           | 21                                      | 9            |    |    |                                  |           |           |                                |                   |                   |                   |                   |                   |       |       |       |
|  |              | Vivian Hoo Kah Mun Woon Khe Wei         | 16           | 21                                      | 9            |    | 1  | Misaki Matsutomo Ayaka Takahashi | 21        | 21        |                                |                   |                   |                   |                   |                   |       |       |       |
|  |              |                                         |              |                                         |              |    | 1  | Misaki Matsutomo Ayaka Takahashi | 21        | 21        |                                |                   |                   |                   |                   |                   |       |       |       |
|  |              |                                         | 4            | Jung Kyung-eun Shin Seung-chan          | 16           | 15 |    |                                  |           |           |                                |                   |                   |                   |                   |                   |       |       |       |
|  | 4            | Jung Kyung-eun Shin Seung-chan          | 4            | Jung Kyung-eun Shin Seung-chan          | 16           | 15 | 21 | 20                               | 21        |           |                                |                   |                   |                   |                   |                   |       |       |       |
|  | 4            | Jung Kyung-eun Shin Seung-chan          |              |                                         |              |    |    |                                  |           |           |                                |                   |                   |                   |                   |                   |       |       |       |
|  |              | Eefje Muskens Selena Piek               | 13           | 22                                      | 14           |    |    |                                  |           |           |                                |                   |                   |                   |                   |                   |       |       |       |
|  |              | Eefje Muskens Selena Piek               | 13           | 22                                      | 14           |    | 1  | Misaki Matsutomo Ayaka Takahashi | 18        | 21        | 21                             |                   |                   |                   |                   |                   |       |       |       |
|  |              |                                         |              |                                         |              |    |    |                                  |           |           |                                |                   |                   |                   |                   |                   |       |       |       |
|  |              |                                         |              | Christinna Pedersen Kamilla Rytter Juhl | 21           | 9  | 19 |                                  |           |           |                                |                   |                   |                   |                   |                   |       |       |       |
|  | 2            | Tang Yuanting Yu Yang                   | 21           | Christinna Pedersen Kamilla Rytter Juhl | 21           | 9  | 19 | 21                               |           |           |                                |                   |                   |                   |                   |                   |       |       |       |
|  | 2            | Tang Yuanting Yu Yang                   | 21           |                                         |              |    |    |                                  |           |           |                                |                   |                   |                   |                   |                   |       |       |       |
|  | 3            | Nitya Krishinda Maheswari Greysia Polii | 11           | 14                                      |              |    |    |                                  |           |           |                                |                   |                   |                   |                   |                   |       |       |       |
|  | 3            | Nitya Krishinda Maheswari Greysia Polii | 11           | 14                                      |              |    | 2  | Tang Yuanting Yu Yang            | 16        | 21        | 19                             | Mecz o 3. miejsce | Mecz o 3. miejsce | Mecz o 3. miejsce | Mecz o 3. miejsce | Mecz o 3. miejsce |       |       |       |
|  |              |                                         |              |                                         |              |    | 2  | Tang Yuanting Yu Yang            | 16        | 21        | 19                             | Mecz o 3. miejsce | Mecz o 3. miejsce | Mecz o 3. miejsce | Mecz o 3. miejsce | Mecz o 3. miejsce |       |       |       |
|  |              |                                         |              | Christinna Pedersen Kamilla Rytter Juhl | 21           | 14 | 21 |                                  |           |           |                                |                   |                   |                   |                   |                   |       |       |       |
|  |              | Christinna Pedersen Kamilla Rytter Juhl | 28           | Christinna Pedersen Kamilla Rytter Juhl | 21           | 14 | 21 | 18                               | 21        |           |                                |                   |                   |                   |                   |                   |       |       |       |
|  |              | Christinna Pedersen Kamilla Rytter Juhl | 28           |                                         |              |    |    |                                  |           | 4         | Jung Kyung-eun Shin Seung-chan | 21                | 21                |                   |                   |                   |       |       |       |
|  |              | Chang Ye-na Lee So-hee                  | 26           | 21                                      | 15           |    |    |                                  |           | 4         | Jung Kyung-eun Shin Seung-chan | 21                | 21                |                   |                   |                   |       |       |       |
|  |              | Chang Ye-na Lee So-hee                  | 26           | 21                                      | 15           |    | 2  | Tang Yuanting Yu Yang            | 8         | 17        |                                |                   |                   |                   |                   |                   |       |       |       |
|  |              |                                         |              |                                         |              |    | 2  | Tang Yuanting Yu Yang            | 8         | 17        |                                |                   |                   |                   |                   |                   |       |       |       |